# Siyancuma
Siyancuma (officieel Siyancuma Local Municipality) is een gemeente in het Zuid-Afrikaanse district Pixley ka Seme.
Siyancuma ligt in de provincie Noord-Kaap en telt 37.076 inwoners.

## Hoofdplaatsen
Siyancuma is op zijn beurt nog eens verdeeld in zeven hoofdplaatsen (Afrikaans: nedersettings) en de hoofdstad van de gemeente is de hoofdplaats Douglas.
- Breipaal
- Campbell
- Douglas
- Griekwastad
- Mathlomola
- Phelindaba
- Schmidtsdrif